# Lampa, Chile
Lampa este un oraș și comună din provincia Chacabuco, regiunea Metropolitană Santiago, Chile, cu o populație de 40.228 locuitori (2012) și o suprafață de 451,9 km2.